# Carex schiedeana
Carex schiedeana là một loài thực vật có hoa trong họ Cói. Loài này được Kunze mô tả khoa học đầu tiên năm 1842.